# دانیل میلر (انسان‌شناس)
دنیل میلر (متولد ۱۹۵۴) یک انسان‌شناس است که بیشترین ارتباط را با مطالعات روابط ما با چیزها و پیامدهای مصرف دارد. کار نظری او برای اولین بار در فرهنگ مادی و مصرف انبوه توسعه یافته‌است و اخیراً در کتابش با عنوان چیزها خلاصه شده‌است.

## تحصیلات
میلر در ابتدا در دانشگاه کمبریج به تحصیل باستان‌شناسی و مردم‌شناسی پرداخت، اما تمامی عمر حرفه ایش را در دانشکده مردم‌شناسی کالج دانشگاهی لندن گذراند که حالا تبدیل به مرکزی برای مطالعات فرهنگ مادی شده‌است. اخیراً نیز میلر اولین برنامه در جهان را برای انسان‌شناسی دیجیتال تأسیس نموده‌است.